# 中国邮政储蓄银行

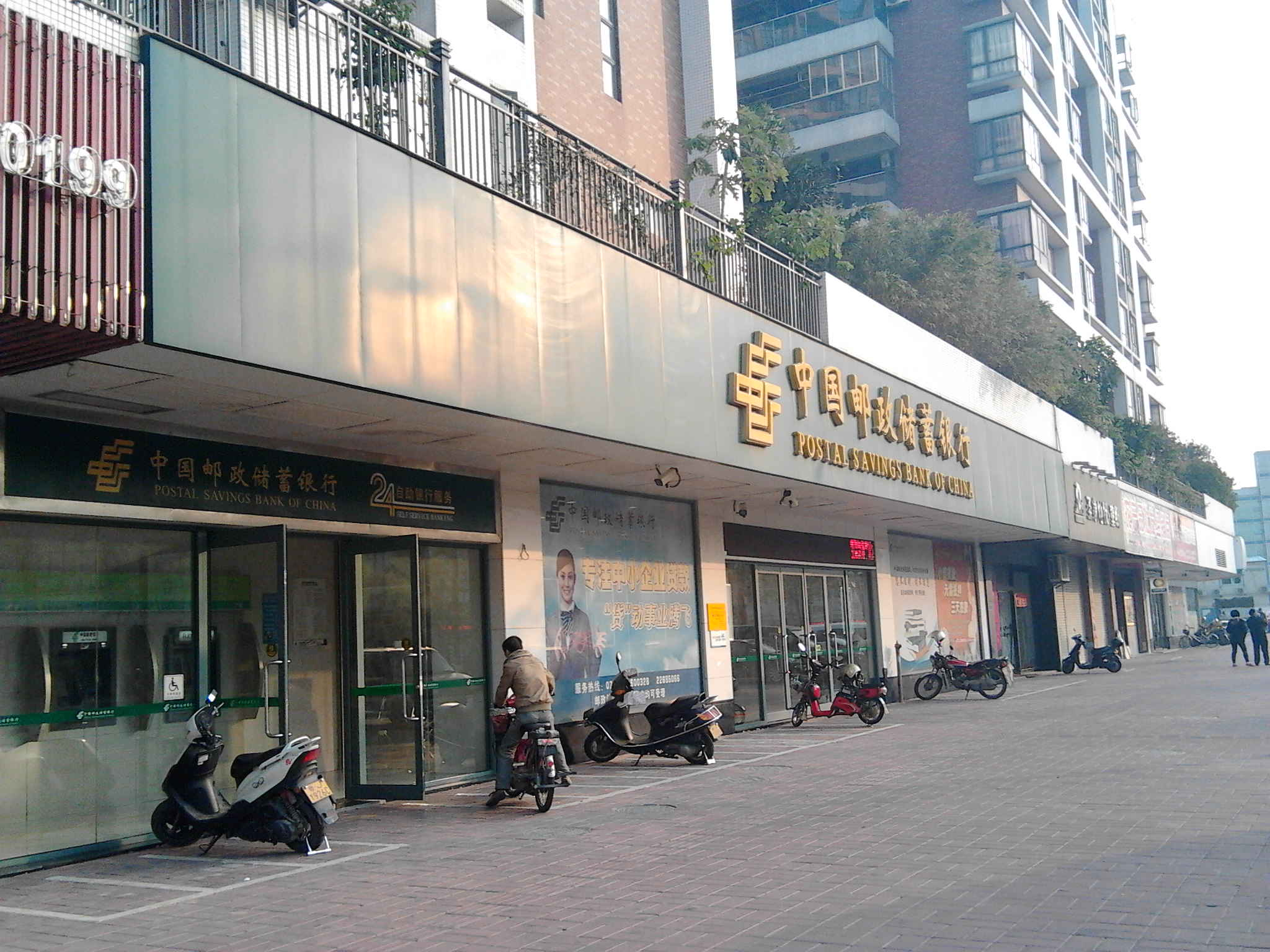
中国邮政储蓄银行网点

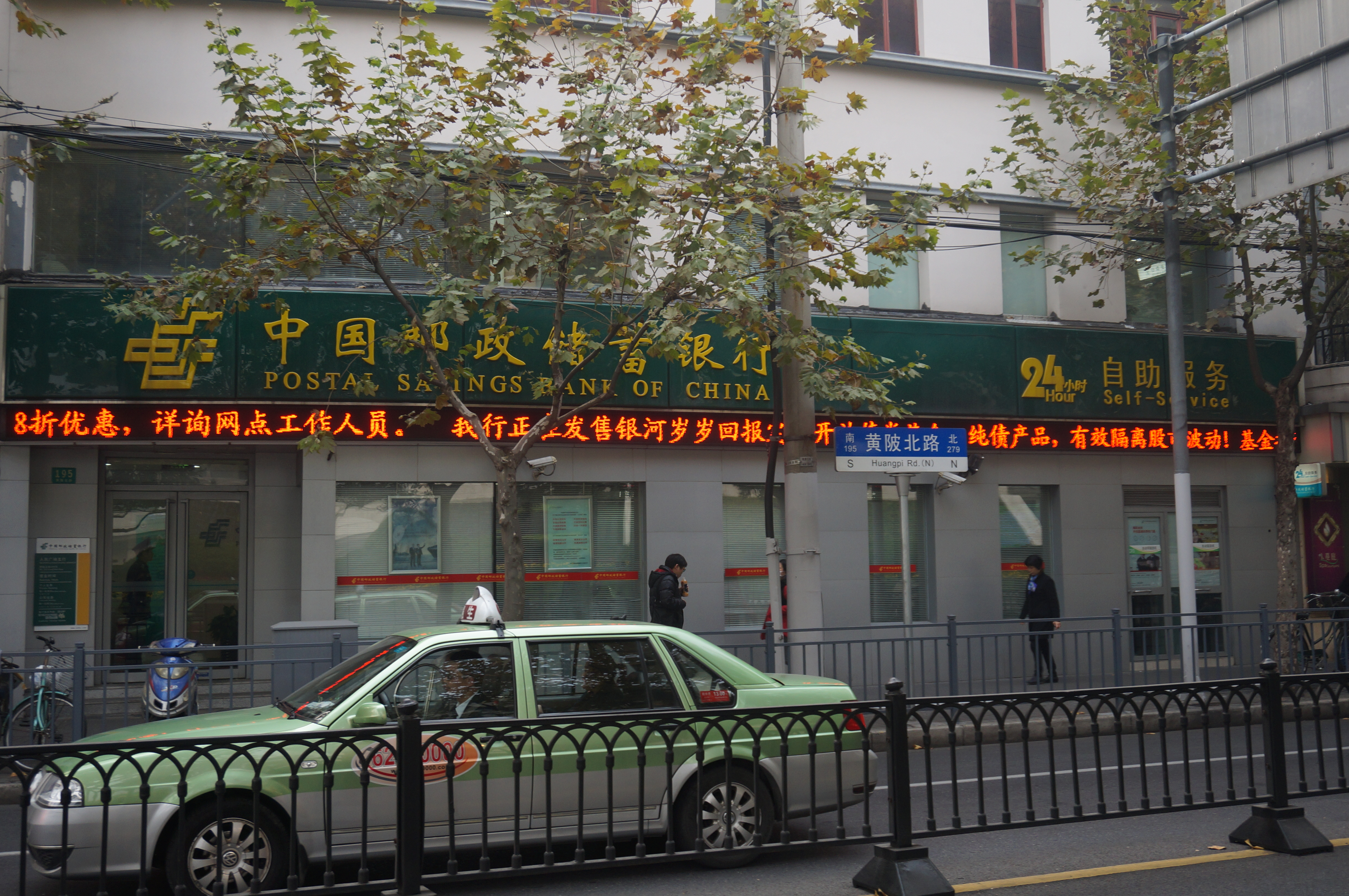
中国邮政储蓄银行在上海市黄浦区的一家支行

中国邮政储蓄银行股份有限公司（英語：Postal Savings Bank of China Co., Ltd.，缩写：PSBC），简称邮政储蓄银行、邮储银行，是中国大陆境内唯一一家邮政储蓄银行，也是中国邮政集团有限公司的全资子公司，承继原中华人民共和国邮电部、中华人民共和国国家邮政局和中国邮政集团公司经营的邮政金融业务。

## 历史

### 民国时期
1918年11月，北洋政府颁布了冯农起草的、经法制局审核修改的《邮政储金条例》。1919年5月底，北洋政府交通部公布了该条例的实施细则。1919年7月1日，邮政储金汇业总局成立。该机构主要开办邮政储金业务，且仅限存簿（类似今天的存折）儲金。1930年3月，邮政储金汇业总局改组为邮政储金汇业局，隶属于中華民國郵政總局。1935年3月1日，公布了《邮政储金汇业局组织法》。

### 共和国初期
1949年，中华人民共和国成立后，中国人民邮政接收原中华民国交通部邮政总局的产业，并成立中央人民政府邮电部。1953年，邮政储蓄业务停办，相关业务整合至中国人民银行在各地的业务部门，但邮局仍受理汇兑业务。在金融机构数量远远不足的时期，邮局便是大多数人汇款的唯一渠道。

### 邮政储蓄缴存时期
1986年1月27日，中华人民共和国邮电部、中国人民银行联合发出《关于开办邮政储蓄业务联合通知》，以支持国家经济建设为由，在12个城市的邮政网点开始办理个人活期、定期储蓄业务。1986年3月10日，邮电部、中国人民银行联合发出《关于印发开办邮政储蓄协议的联合通知》。同时，邮电部公告《邮政储蓄章程》。1986年3月18日，邮电部成立邮电部邮政储汇局，负责管理全国邮政储蓄和汇兑业务，并在各省（区、市）邮电管理局内设置邮政储汇局。1986年4月1日，正式恢复已停止33年的邮政储蓄业务。
1986年12月2日，《中华人民共和国邮政法》颁布。该法规定邮政企业可以经营邮政储蓄和汇兑业务，储蓄业务由中国人民银行代办，邮政储蓄吸收的存款全部缴存人民银行统一使用，人民银行根据缴存存款的平均余额付给邮政手续费。1989年，邮政储蓄存款余额超过100亿元人民币，市场占有率达1.96%。1990年开始，邮政部门和人民银行缴存存款的代理关系变为转存款关系，邮政储蓄资金全额转存至中国人民银行，双方协商后确定转存款利率，由人民银行支付转存款利息。邮政储蓄从此由代办模式转为自办模式。邮政储蓄可以享受到4.131%的高利率，而与此同时，商业银行等金融机构的转存利率仅为1.89%。
1995年邮政储蓄的储蓄余额突破1000亿元。1998年到2003年，中国实行邮电分营政策，即邮政与电信分开，邮政系统独立运行。此后邮政储蓄余额继续逐年攀升，并成为邮政业务系统中规模最大、增长速度最快、贡献率最高的支柱业务。2003年，邮政储蓄在央行的存款已经超过8000亿元人民币。而邮政储蓄并不是银行，因此无法开办任何信贷业务，导致农村地区出现“吸血”现象，即沉淀在邮政储蓄的农村资金越来越多。
2001年7月1日，国家邮政局开始提供电子汇兑业务，持续近百年的纸质汇票至此成为历史。
2003年8月1日起，央行开始对邮储存款实行“新老划段”政策，其旧有资金仍然转存央行按照4.131%利率规则进行，但要按照10%、15%、20%、25%、30%的比例，分五年逐批转出；而新增资金转存利率下调至1.89%。2003年11月8日，邮政局上线国际电子汇兑系统，并废除了沿袭多年的手工处理汇票的作业模式。同日，开始与外资银行合作，开办了国际间银邮汇款业务。
2004年6月，邮政储蓄业务规模由单纯的吸收存款迈向全面的资产、负债、中间业务，同年储蓄余额突破1万亿元大关，市场占有率为8.86%。同年5月27日，《邮政储蓄机构业务管理暂行办法》实施，邮政金融纳入银行业的管理范围，明确规定邮政储蓄与邮政业务实行“财务分开和分账经营”。

### 邮政储蓄银行时期
2005年7月20日，国务院通过《邮政体制改革方案》，提出改革邮政系统主业和邮政储蓄管理体制，加快成立邮政储蓄银行，实现金融业务规范化经营。2006年6月22日，银监会发出银监函[2006]288号文，批准筹建中国邮政储蓄银行。中国邮政集团公司以全资方式出资组建中国邮政储蓄银行有限责任公司。
2006年12月31日，经国务院同意，银监会正式批准中国邮政储蓄银行开业邮政集团以全资方式出资200亿元组建邮政储蓄银行，其在国家工商总局的名称预先核准登记全名为“中华人民共和国邮政储蓄银行有限责任公司”。
2007年3月20日，中国邮政储蓄银行有限责任公司在北京正式挂牌成立，刘安东任董事长，陶礼明任行长。
2008年，银监会允许邮储银行开办对公业务即批发（信贷）业务。2009年7月，邮政储蓄银行推出第一张信用卡，开展小额贷款、个人商务贷款、二手房贷款等业务。2011年10月底，邮储银行总资产规模近4万亿元，在中国商业银行中居第六位。成立四年来，邮储银行储蓄存款增长119%，总资产增长120%，营业收入年均增幅在60%以上。该行不良资产率为0.05%，不良贷款率为0.33%，有媒体称拨备覆盖率超过监管部门要求。但据媒体后来披露，2010年下半年邮储银行的资本充足率未达到银监会的最低监管标准，最后在银监会多次督促下，财政部出资通过邮政集团向邮储银行注资。
2012年1月21日，经国务院同意﹐中国邮政储蓄银行有限责任公司依法整体变更为中国邮政储蓄银行股份有限公司。当时其注册资本为人民币450亿元，拥有3.7万营业网点，3万亿元个人储蓄存款，9亿银行账户，400多万小额贷款用户，1000多亿元支农资金。依法承继原中国邮政储蓄银行有限责任公司全部资产、负债、机构、业务和人员。2015年12月8日，郵儲銀行以發行新股方式，引入新加坡淡馬錫基金、瑞銀集團、加拿大養老計劃投資委員會(Canada Pension Plan)、世銀旗下國際金融公司、摩根士丹利、星展銀行、腾讯、蚂蚁集团、中国人寿保险及中国电信作為戰略投資者，投資規模451億元，戰略投資者持股比例為16.92%。
2016年9月28日，邮储银行于香港联合交易所主板正式挂牌交易，国际国内发售均超额认购。2017年8月29日，邮储银行在港交所发布公告称，拟申请在A股发行数量不超过51.72亿股的新股，且不包括根据超额配售权可能发行的任何股份，每股面值1元人民币，拟上市地点为上交所。
2019年2月，根据中国银行保险监督管理委员会发布的文件，中国邮政储蓄银行重新归类为“国有大型商业银行”，成为第六家国有大型商业银行。
2019年12月10日，中国邮政储蓄银行A股股票在上海证券交易所上市。
2020年12月21日，中国邮政储蓄银行計劃成立中國第三家直銷銀行中邮邮惠万家银行有限责任公司。
2021年末，与工建农中交并列为“国有大型商业银行”三年后，邮储银行再次被单列为“国有控股大型商业银行”。银保监会网站发布截至2021年12月31日的银行业金融机构法人名单显示，邮储银行机构类型为“国有控股大型商业银行”，不再与工建农中交被同列为“国有大型商业银行”。

## 业务
中国邮政储蓄银行股份有限公司年报指，其经营理念为“坚持服务‘三农’、服务中小企业、服务城乡居民的大型零售商业银行定位，发挥邮政网络优势，强化内部控制，合规稳健经营，为广大城乡居民及企业提供优质金融服务，实现股东价值最大化，支持国民经济发展和社会进步。”
截至2016年底，中国邮政储蓄银行总资产8.27万亿元人民币，存款余额7.29万亿元，贷款总额3.01万亿元，全年净利润397.76亿元。

### 区块链技术合作
2017年1月10日，邮储银行在北京举办新闻发布会，宣布推出基于区块链技术的资产托管系统。此项系统由IBM公司研发的 Hyperledger Fabric 软件实现，被用于银行的核心业务系统，也是中国银行业将区块链技术应用于银行核心业务系统的首次成功实践。

## 历任领导
行长
- 陶礼明（2007年3月－2012年）
- 吕家进（2013年1月－2019年1月）
- 郭新双（2020年1月－2021年1月）
- 刘建军（2021年6月－）

董事长
- 刘安东（2007年3月－2011年9月）
- 李国华（2012年1月－2018年7月）
- 张金良（2019年5月－2022年4月）[18]
- 郑国雨（2025年1月－）